# Jacinto Álvarez
Jacinto Nicolás Álvarez fue un médico y político argentino del siglo XIX que alcanzó la gobernación de la provincia de Mendoza.

## Biografía
Jacinto Álvarez nació el 15 de julio de 1857 en la ciudad de Mendoza, hijo del comerciante Nicolás Álvarez Coria y de Matilde Suárez. Era hermano gemelo del doctor Agustín Álvarez.
Cuando contaba con sólo cuatro años de edad, la noche del 20 de marzo de 1861 el terremoto de Mendoza, el de mayor intensidad registrado en la historia del país y el más desastroso de ese siglo, mató a sus padres y a sus hermanos con excepción de su gemelo. Ambos se salvaron gracias a una criada que se refugió con ellos debajo del dintel de una puerta y aunque quedaron sepultados fueron rescatados al siguiente día por un jarillero.
Los hermanos fueron criados por sus tíos y abuelos y efectuaron sus estudios preparatorios en el Colegio Nacional de Mendoza, mientras Jacinto trabajaba ocasionalmente en la propiedad de un tío en Godoy Cruz. En el último año encabezó una protesta reclamando mejoras en la enseñanza y la abolición de los castigos corporales. 
Una vez recibido viajó con su hermano a la ciudad de Buenos Aires donde ingresó a la Facultad de Medicina de la Universidad de Buenos Aires. Mientras trabajaba en la Aduana llevó adelante sus estudios y se doctoró en 1885 con una tesis titulada Contribución al estudio de la coqueluche.
De regreso a Mendoza le tocó enfrentar la epidemia de cólera que azotó la provincia en 1886.
Fue luego designado médico de la Policía. Integró la Cruz Roja mendocina y ocupó cargos directivos en varios hospitales provinciales, continuando el ejercicio de su profesión hasta su muerte.
A fines de 1889 los hermanos Álvarez ingresaron a la política, Jacinto como partidario de Miguel Juárez Celman y su hermano como opositor.
Jacinto Álvarez integró la Legislatura provincial y la presidió en 1892. En ejercicio de ese mandato, en 1890 fue nombrado ministro de Hacienda y Gobierno en el gobierno colegiado y ese mismo año le tocó asumir como gobernador interino en momentos en que la provincia atravesaba una difícil situación. Durante ese mandato llegó a un acuerdo respecto de la deuda pública de la provincia. Fue también el redactor y responsable de la aprobación de la ley que para la realización de las obras de las tomas de Tunuyan.
La reforma de la Constitución de Mendoza de 1895 incorporó la figura del vicegobernador, quien reemplazaba al gobernador en caso de acefalía o ausencia temporal y presidía con voz pero sin voto (salvo en caso de empate) la cámara de senadores, que también creaba la constitución reformada.
Jacinto Álvarez integró la fórmula triunfante encabezada por Emilio Civit para el período 1898 a 1901, convirtiéndose en el primer vicegobernador de la provincia de Mendoza.
El 14 de octubre de 1898 Civit renunció a la gobernación para sumarse al gabinete del presidente Julio Argentino Roca y Álvarez asumió la gobernación interina que desempeñó durante la mayor parte del período «realizando una administración prudente y honesta».
Con un tesoro agotado aplicó inicialmente ajustes en los gastos públicos y creó nuevos impuestos. Fue responsable de obras para proveer agua potable a la ciudad y dio fuerte impulso a las obras del parque General San Martín. Otorgó a Carlos Fader el derecho de aprovechar como fuerza motriz el río Mendoza y a Justo López de Gómara la explotación del cáñamo y otras plantas textiles en la provincia.
En 1899 creó el Boletín Oficial y en 1900 dispuso la constitución de una comisión para la reforma de la Ley Orgánica de Tribunales y de Municipalidades. 
Impulsó también una Ley de Elecciones que reorganizó la provincia en 15 distritos electorales.
El 6 de marzo de 1901 fue sucedido por Elías Villanueva.
Al dejar el puesto fue elegido senador nacional y finalizado su mandato se retiró de la política.
Fue el primer director del hospital El Carmen y complementó el ejercicio de su profesión con el cuidado de la bodega que construyó en 1901 en un predio de 100 hectáreas en las actuales calles Terrada y Aráoz al 1600, Mayor Drummond, Luján de Cuyo, donde tenía su mansión de verano, "Villa Elina".
Falleció en su ciudad natal el 3 de julio de 1933.
Estaba casado con María Elina Calderón de la Barca, con quien tuvo tres hijas y un hijo.